# Road Dogg
Brian Gerard James (20 de mayo de 1969), conocido como Road Dogg, es un luchador profesional estadounidense. Actualmente trabaja como comentarista de Main Event y como vicepresidente mayoritario de eventos en vivo para la empresa WWE. 
En WWE, también fue luchador hasta su retiro del ring. Dogg igualmente laboró para Total Nonstop Action Wrestling (TNA), donde se presentó con el nombre de Brian James. Fue pareja de equipo de Monty Sopp (Billy Gunn/Kip James) durante años, siendo conocidos como The New Age Outlaws. También formó parte de los stables D-Generation X junto a Triple H, X-Pac, Shawn Michaels y Chyna y 3 Live Kru junto a Ron Killings y Konnan.
James ha ganado en cinco ocasiones el Campeonato Mundial en Parejas de la WWF y una vez el Campeonato en Parejas de la WWE junto a Gunn y dos veces el Campeonato Mundial en Parejas de la NWA junto a los miembros de 3LK. Individualmente, ganó el Campeonato Intercontinental de la WWF y el Campeonato Hardcore de la WWF una vez.
James es un luchador de segunda generación; su padre Bob Armstrong era luchador así como sus hermanos Scott, Brad, y Steve.

## Carrera

### Primeros años
James formó parte de la Marina de los Estados Unidos desde 1987 a 1993 y peleó en la operación Tormenta en el desierto en 1991. James fue nombrado hombre de honor. Seis meses después de ser sacado de la marina en 1993, James comenzó a luchar.

### World Wrestling Federation (1994-1995, 1996-2001)

#### 1994-1995
Él empezó llamándose "The Roadie", un asistente de "Doble J" Jeff Jarrett, un cantante de country.El peleó en muchos pay-per-views y shows de televisión, pero la mayoría de sus peleas en la WWF fueron acompañando a Jarrett e interfiriendo en sus peleas. Al principio de 1995, Jeff Jarrett lanzó su canción "With my baby tonight", que Jarrett dijo que había cantado por sí solo.Luego se revelaría que el que cantó la canción fue Roadie, no Jeff.De todas maneras, antes de que sucediera la revelación, Jarrett y James de pronto dejaron la WWF luego del segundo In Your House pay-per-view el 23 de julio de 1995. James luego se unió a The United States Wrestling Association como Jesse James Armstrong, ganando el campeonato Heavywight y los títulos en parejas antes de ser forzado a salir como resultado de una pérdida contra Jeff Jarrett.

#### 1996-1997

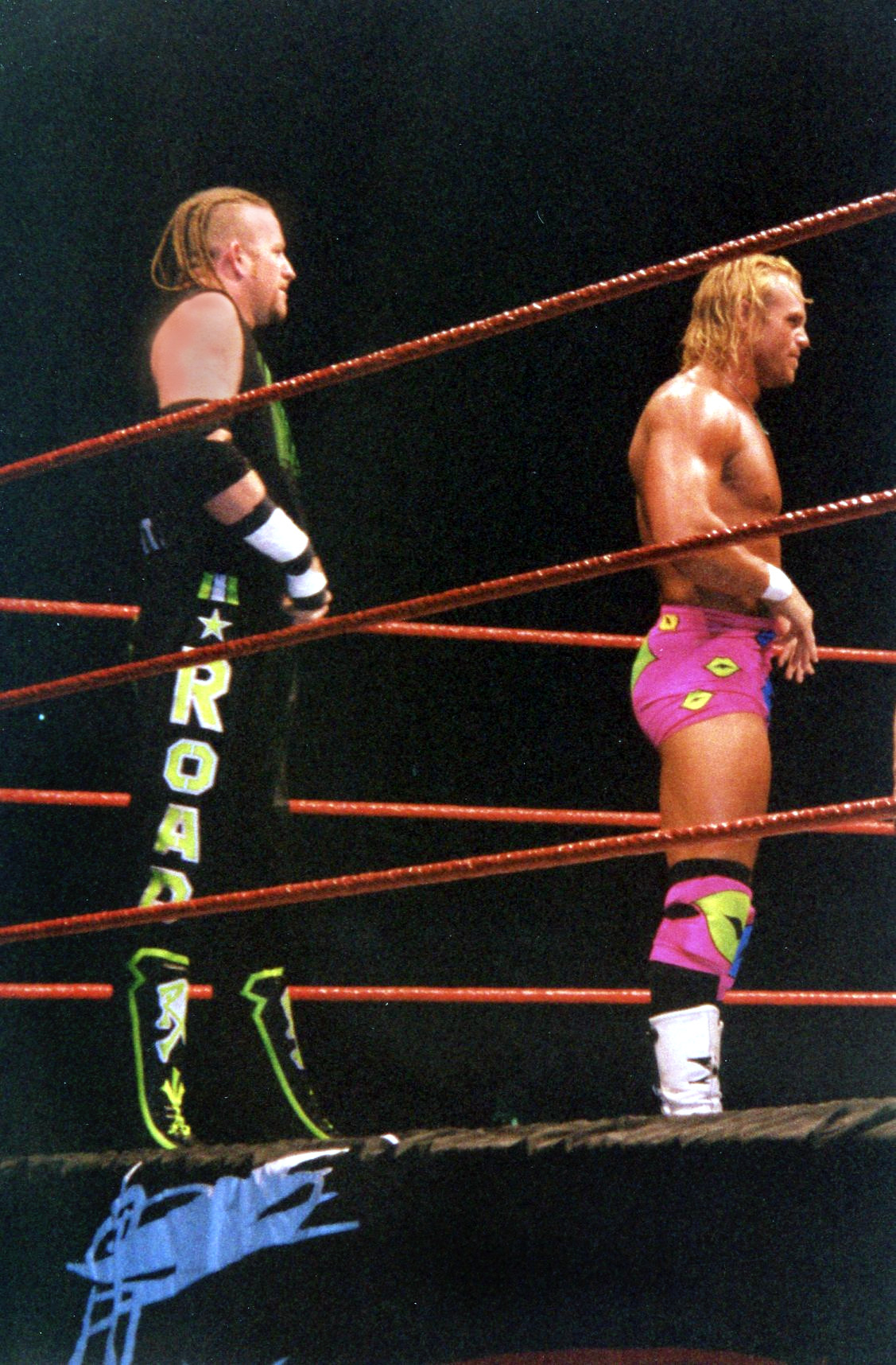
The New Age Outlaws:Road Dogg (izquierda) y Billy Gunn (derecha)

James regresó a la WWF en 1996 como Jesse Jammes, "The Real Double J", y reveló que él había sido el cantante de "with my baby tonight". Luego formó una pareja con Billy Gunn, New Age Outlaws. Luego Billy Gunn se blanqueó el cabello y asumió el nombre de "Badd Ass" Billy Gunn (También conocido como Mr.Ass o el Señor Trasero en español), mientras que James se convirtió en "The Road Dogg" Jesse James. La apariencia y manerismos del equipo se volvió cada vez más y más controversial y antisocial. El equipo, tuvo un feudo con The Road Warriors y la pareja de muy corto tiempo de Cactus Jack y Chainsaw Charlie

#### 1998-1999
En el Royal Rumble ganaron a Legion of Doom. Luego, tuvieron un feudo junto a Cactus Jack y Chainsaw Charlie en el que se enfrentaron en No Way Out of Texas junto a Savio Vega y Triple H contra Steve Austin, Owen Hart, y Cactus Jack y Chainsaw Charlie; en Wrestlemania perdieron los títulos frente a estos pero en al día siguiente gracias al reformado grupo DX volvieron a sus manos. A mediados de año los perdieron ante Mankind y Kane. Para en noviembre recuperarlos y tener feudos con Big Bossman y Ken Shamrock. En Raw los perdieron por la interferencia de Shawn Michaels. Ambos se distanciaron para intentar obtener otros campeonatos y obtuvo el Hardcore Championship, tuvo feudos con Big Bossman, Gangrel y Al Snow; con el cual tuvo una corta alianza de 2 semanas en las que se enfrentó a The Brood y Acolytes con victoria y derrota respectivamente.

#### 2000-2001
Su unión con Gunn acabó tras ser derrotados frente a Los Dudley Boyz en No Way Out y Gunn sería expulsado de DX luego que Gunn "perderiá su calma" y con esto Dogg junto con X-Pac estuvieron en algunas rivalidades con Dudley Boyz o con los campeones en parejas , Edge y Christian , sin embargo el equipo formado por el y Pac se disolvió y comenzaron un corto feudo entre ellos que acabó rápidamente en Summerslam ganando este último , después Dogg formaría equipo de muy poco tiempo con K-Kwik , Dogg sería despedido de la empresa a principios del 2001 , debido a su adicción a las drogas.

### Total Nonstop Action Wrestling (2002–2009)
James debutó en la Total Nonstop Action Wrestling (TNA) el 18 de septiembre de 2002 como B.G. James, ya que el popular gimmick del "Road Dogg" es propiedad de la WWE. Comenzó inicialmente como heel y fue uno de los miembros fundadores de la S.E.X faction.

### Circuito independiente (2009–2011)
Tras dejar la TNA, James regresó al circuito independiente, usando de nuevo el nombre de Jesse James. En su primer combate, luchó el 30 de enero de 2010 junto a Dysfunction, derrotando a Mason Quinn & J-Ca$h, ganando el Campeonato de Wisconsin en Parejas de la NWA por primera vez. El 1 de mayo, James perdió su título cuando Dysfunction eligió a Quinn como su nuevo compañero.
El 19 de abril, volvió a usar el nombre de Road Dogg y reformó The New Age Outlaws junto a Billy Gunn para luchar en la Canadian Wrestling's Elite.
El 2 de abril de 2011, James apareció durante la ceremonia de introducción de su padre, "Bullet" Bob Armstrong en el Salón de la Fama.

### WWE (2011–2023)
James anunció por medio de su Facebook el 10 de octubre de 2011 que había firmado un contrato con la WWE en calidad de agente y productor. James hizo una aparición sorpresa en el Royal Rumble, pero no logró ganar, siendo eliminado por Wade Barrett. Poco después, creó junto con Josh Matthews un programa en internet llamado "Are You Serius?", el cual repasa los momentos más graciosos de la WWE. El 23 de julio de 2012, hizo una aparición en el RAW 1000th Episode en una reunión de miembros de D-Generation X, junto a Billy Gunn, X-Pac, Triple H y Shawn Michaels.
El 17 de diciembre reapareció junto a su compañero Billy Gunn en WWE Raw para presentar a los nominados al mejor regreso del año en la edición 2012 de los Slammy Awards 2012. El 4 de marzo de 2013 en el RAW Old School. hizo pareja de nuevo con Billy Gunn donde se enfrentaron a Primo y Epico, saliendo Victoriosos. El 6 de enero de 2014 hizo un nuevo regreso en Old School RAW junto con Billy Gunn apareciendo junto a CM Punk atacando a The Shield, quienes iban a atacar a Roddy Piper. En la edición del 13 de enero de RAW, hizo equipo con Billy Gunn y CM Punk contra The Shield, pero él y Gunn traicionaron a CM Punk, cambiando a Heel junto con Gunn. Tras eso, empezaron un feudo con los Campeones en parejas de la WWE Cody Rhodes & Goldust. Su feudo les llevó a un combate en el Kick off de Royal Rumble, donde New Age Outlaws ganaron los campeonatos, pero perdieron los campeonatos el 3 de marzo ante The Usos. En WrestleMania XXX hicieron equipo con Kane contra The Shield, pero perdieron después de una Double Triple PowerBomb. En 2019 regreso junto con Jeff Jarrett (ya que este último se encontraba en un pequeño feudo con Elías) dónde junto con Jarrett interrumpió a Elias Samson cantando una canción pero mientras Jarrett estaba distraído bailando con el público Elías aprovechó para darle un guitarrazo en la espalda a Road Dogg. El 11 de abril de 2019 se anunció que dejaría ser el escritor jefe de la marca SmackDown Live. Fue liberado por WWE en enero de 2022, pero más tarde fue recontratado como vicepresidente mayoritario de eventos en vivo en agosto del mismo año, reemplanzado a Jeff Jarrett.
El 23 de enero de 2023, Road Dogg, junto a D-Generation X y Kurt Angle, hicieron una aparición especial en el programa de aniversario número 30 de Raw, Raw is XXX. Fueron interrumpidos por Imperium durante su reunión.

## Vida personal
James ha mencionado haber lidiado con problemas respecto a las drogas y el alcohol a lo largo de su vida. Comenzó a tomar analgésicos durante su tiempo en D-Generation X. Después de ser suspendido y luego liberado de WWE, se sometió con éxito a la rehabilitación.
El 26 de marzo de 2021, luego de regresar de Orlando, James sufrió un aparente infarto y fue hospitalizado. Vio a su nefrólogo y se hizo una prueba de esfuerzo, y también había estado tomando medicamentos para la presión arterial alta.
Es fanático de los Pittsburgh Steelers desde hace mucho tiempo, y posee una camiseta de Jesse James.

## Campeonatos y logros
- Atlantic Coast Championship Wrestling
  - ACCW Heavyweight Championship (1 vez)

- Catch Wrestling Association
  - CWA World Tag Team Championship (1 vez) – con Cannonball Grizzly

- Continental Wrestling Federation
  - Continental Heavyweight Championship (1 vez)

- Millennium Wrestling Federation
  - MWF Tag Team Championship (1 vez) – con Beau Douglas

- NWA Wrestle Birmingham
  - NWA Alabama Heavyweight Championship (2 veces)

- Total Nonstop Action Wrestling
  - NWA World Tag Team Championship (2 veces) – con Konnan & Ron Killings

- TWA Powerhouse
  - TWA Tag Team Championship (1 vez)[12] – con Billy Gunn
- Maryland Championship Wrestling
  - MCW Tag Team Championship (1 vez) - con Billy Gunn
- United States Wrestling Association
  - USWA Heavyweight Championship (1 vez)
  - USWA Television Championship (2 veces)
  - USWA World Tag Team Championship (2 veces) – con Tracy Smothers

- World Wrestling All-Stars
  - WWA World Heavyweight Championship (1 vez)

- World Wrestling Federation/WWE
  - WWF Hardcore Championship (1 vez)[13]
  - WWF Intercontinental Championship (1 vez)[14]
  - WWF Tag Team Championship (5 veces) – con Billy Gunn[15][16][17][18][19]
  - WWE Tag Team Championship (1 vez) - con Billy Gunn
  - WWE Hall of Fame (2019) como parte de D-Generation X.

- Pro Wrestling Illustrated
  - Equipo del año (1998) con Billy Gunn (The New Age Outlaws)[20]
  - PWI ranked him #43 of the Top 100 Tag Teams of the PWI Years in 2003 with Billy Gunn[21]

- Wrestling Observer Newsletter awards
  - Worst Gimmick (1996)